# Хюдавендігар (вілаєт)
40°11′00″ пн. ш. 29°03′00″ сх. д. / 40.183333333333° пн. ш. 29.05° сх. д.
Хюдавендігарський вілаєт або Вілаєт Бурси (осман. ولايت خداوندگار) — вілаєт Османської імперії, що розташовувався на заході Малої Азії. Утворений 1867 року замість Хюдавендігарського еялету з площею 67,980 км². Припинив існування з поваленням монархії та ліквідацією Османської імперії.

## Історія
У 1867 році в рамках реформ Танзимату перетворено з еялету Хюдавендігар на вілаєт з такою ж назвою. Адміністративний центр залишився колишнім — Бурса. Після невдалих Балканських війн 1912—1913 років з Балкан було переселено мусульманське населення до Малої Азії. Значна частина їх опинилася в Хюдавендігарському вілаєті, насамперед у нагір'ї.
У ході Першої світової війни Хюдавендігар перетворився на важливу базу з постачання харчів, матеріалів для фронту. Залізницею через станції цієї провінції пересувалися війська. Після поразки Османської імперії та капітуляції султанського уряду вілаєт зберіг вірність султану, не підкорявся уряду на чолі із Мустафою Кемалем, що отаборився в Анкарі.
В цей час почалася греко-турецька війна. З огляду на неможливість взяти під повний контроль вілаєт 1920 року Кемаль наказав у містах влаштувати різанину грецького та вірменського населення, також вбито багатьох прихильників султанського уряду, чергезів, лазів, левантійців. Для їх захисту греки увійшли до Хюдавендігару, завдавши у 1921 році у битві при Афьонкарахісар-Ескішегір поразки військам турецької республіки, що відступили до Анкарського вілаєту. Перед тим значну частину християнського населення було депортовано в центр і на схід Малої Азії.
Надалі перемоги над грецькими військами у 1921—1922 роках дозволили туркам повернути під свою владу весь вілаєт, що було визнано Лозаннським мирним договором 1923 року. Рештки грецького населення було переселено до Греції. У 1922 році перетворено на провінції Бурса, Афьонкарагісар, Баликесір, Біледжик, Кютаг'я, Сакар'я, Ялова.

## Структура
Складався з 5 санджаків:
- санджак Бурси мав 7 кази: Бурса, Гемлік, Орхангазі, Караджабей, Мудан'я, Кирмасті, Орханелі.
- Ертогрулський санджак — 4 кази: Біледжик, Сьогют, Інегьол, Енішехір
- санджак Кютаг'я — 4 кази (до 1915 року): Кютаг'я, Мармудіє, Сеїтгазі, Ескішехір; 5 кази (1915—1922 роки): Кютаг'я, Ескішехір, Ушак, Сімав, Гедіз.
- Афьонкарагісарський санджак — 6 кази: Афьонкарагісар, Сандикли, Емірдаг, Болвадін, Динар, Чивріл.
- санджак Каресі — 9 кази: Каресі, Едреміт, Ердек, Айвалик, Балья, Бандирма, Бурханіє, Синдирги, Гьонен

## Населення
У 1914 році населення провінції становило 1 555 503 особи мусульман, 184 424 — православних, 87 088 — вірних Вірменської Апостольської церкви, 2343 — вірменських католиків, 5223 — юдеїв, 10 056 — представників інших конфесій. загалом перед Першою світовою війною за відомостями османського уряду в вілаєті мешкало 1 844 637 осіб.
Християни мешкали переважно у північних та західних санджаках вілаєту. В результаті різанини грецького та вірменського населення під час Першої світової війни, а потім депортації після завершення греко-турецької війни практично не залишилося немусульманського населення в межах колишнього вілаєту.

## Економіка
Напередодні Першої світової війни був однією з найрозвиненіших та економічно потужних провінцій Османської імперії, чому сприяли вигідне розташування, наявність виходу до Мармурового моря, чудовий клімат. Товари та продукти з вілаєту відправлялися до Європи, а також постачалися на внутрішній ринок. Розвитку сприяла побудова залізниці у 1892 році, що з'єднала міста на сході Малої Азії з Бурсою та Стамбулом.
Основними галузями були землеробство, тваринництво, добування корисних копалень. У значній кількості вирощували пшеницю (6 сортів), ячмінь, кукурудзу, бобові, оливки, рис, опій, тютюн, фрукти (вважалися найкращими в імперії). Особливо у східних санджаках. Особливо значні врожаї були ячменю, що експортувався до Великої Британії. налагоджено було виробництво оливкової олії.
Розводилися вівці та кози. Вілаєт був одним з важливих постачальників бавовни та тканин з неї. Втім більшого розвитку набуло виготовлення шовку. Попервах цьому сприяли фахівці з Франції. У Бурсі, адміністративному центрі вілаєту, розташовувалися основні потужності шовкового виробництва.
Активно діяли в провінції фабрики з виготовлення мила, черепиці, кераміки.
Розроблялися значні поклади бурого вугілля, хромистого залізняка, ртуті, мармуру, сукновальних глин, стибію. На початку XX ст. розвитку набула деревообробна промисловість.